# Tlenometria EPR
Tlenometria EPR – metoda pomiaru stężenia tlenu przy pomocy elektronowego rezonansu magnetycznego (EPR).
Możliwe są pomiary:
- związane z czasem relaksacji spinowo-spinowej T2* (np. obserwacje poszerzenia linii widmowej, struktury supernadsubtelnej),
- związane z czasem relaksacji spinowo-sieciowej T1 (np. impulsowa technika odzyskania nasycenia (saturation recovery)).

## Historia pomiarów tlenometrycznych EPR
W roku 1977 odkryto odwracalny i powtarzalny wpływ stężenia tlenu na strukturę nadsubtelną widm EPR rozpuszczalnego znacznika spinowego. Wkrótce znaleziono kolejne znaczniki spinowe wrażliwe na stężenie tlenu. W latach 80. James Hyde odkrył mierzalny wpływ stężenia tlenu na czasy relaksacji różnych znaczników spinowych – była to podstawa dzisiejszej tlenometrii EPR. Pierwszy eksperyment tlenometrii EPR in vivo został przeprowadzony w roku 1986 na myszach z użyciem pasma L. Obecnie tlenometria EPR jest obiecującą techniką do zastosowań biologicznych ze względu na szereg zalet, jak wysoka czułość, możliwość mapowania 3D rozkładu stężeń tlenu i niska inwazyjność.

## Podstawy fizyczne pomiaru
Bezpośrednie wykrycie tlenu cząsteczkowego przy pomocy EPR jest niemożliwe ze względu na bardzo krótki czas relaksacji. Stąd pomiary tlenometrii EPR wykonuje się z użyciem znacznika spinowego w formie stałej lub w roztworze. Zmiana linii widmowej EPR znacznika spowodowana jest oddziaływaniem tlenu cząsteczkowego i znacznika. Jest to głównie oddziaływanie dipol-dipol i oddziaływanie wymienne Heisenberga, przy czym to drugie przeważa w większości rozpuszczalnych znaczników o niskiej lepkości. Poszerzenie linii widmowej EPR pozwala na ocenienie ciśnienia parcjalnego lub stężenia tlenu.
Szybkość relaksacji spin-spin, proporcjonalna do szerokości linii i odwrotnie proporcjonalna do czasu relaksacji T2, wzrasta ze wzrostem stężenia tlenu. W roztworze za poszerzenie linii odpowiadają zderzenia cząsteczek dwóch próbek paramagnetycznych, zaś prędkość zderzeń {\displaystyle \omega } dana jest przez równanie Smoluchowskiego
{\displaystyle \omega =4\pi r(D_{O}+D_{s})[O_{2}],\quad {}} (1)
gdzie:
{\displaystyle r} – promień oddziaływania,
{\displaystyle D_{O},} {\displaystyle D_{s}} – współczynniki dyfuzji tlenu i sondy w danym środowisku,
{\displaystyle [O_{2}]} – stężenie tlenu.
Zwykle {\displaystyle D_{O}} jest znacznie większe niż {\displaystyle D_{s},} stąd stosuje się przybliżenie:
{\displaystyle \omega =4\pi rD_{O}[O_{2}],}
Ponieważ szerokość linii widma absorpcyjnego EPR zależy liniowo od częstości kolizji {\displaystyle \omega ,} zależność między szerokością linii a stężeniem tlenu powinna być liniowa, stąd szerokość linii może być używana do ilościowego pomiaru stężenia tlenu.
Dla znaczników w postaci stałej, poszerzenie linii opiera się na wymianie spinowej Heisenberga. W nieobecności tlenu rodniki znacznika spinowego przechodzą intensywną wymianę Heisenberga elektron-elektron, czego skutkiem jest zwężenie linii widma EPR. W obecności zwężenia wymiennego każde poszerzenie linii (np. przez oddziaływanie dipolowe) jest szybko zwężane. Po wprowadzeniu tlenu wymiana spinowa między tlenem a znacznikiem skutkuje odwracalnym poszerzeniem widma EPR.
Poszerzenie linii {\displaystyle (\Delta H)} z powodu wymiany spinowej między znacznikiem a tlenem wyraża równanie:
{\displaystyle \Delta H=\Delta H_{0}+{\frac {2}{{\sqrt {3}}\gamma _{e}}}p\omega ,}
gdzie:
{\displaystyle \Delta H_{0}} – szerokość linii pod nieobecność tlenu,
{\displaystyle p} – prawdopodobieństwo zajścia wymiany, w wodzie przyjmuje się = 1,
{\displaystyle \gamma _{e}} – stosunek żyromagnetyczny dla elektronu.
Na podstawie wzoru (1):
{\displaystyle \Delta H=\Delta H_{0}+{\frac {8}{{\sqrt {3}}\gamma _{e}}}rD_{0}[O_{2}],}

## Zbieranie danych
Zbieranie danych w tlenometrii EPR następuje w dwojaki sposób. Możliwe jest zbieranie sygnału EPR z całej naświetlonej próbki równocześnie. Tracona jest wówczas informacja o przestrzennym rozkładzie spinów. Metoda ta jest szybka i odpowiednia dla małego pojedynczego implantu. Można również mapować zarówno kształt linii, jak gęstość spinową poprzez użycie liniowych gradientów pola magnetycznego zmieniających kierunek i siłę.

## Znaczniki spinowe w tlenometrii EPR
Związki paramagnetyczne w żywych organizmach są obecne w bardzo niskich stężeniach lub (jak tlen) posiadają bardzo krótkie czasy relaksacji. Dlatego do wszystkich eksperymentów tlenometrii EPR konieczne jest wprowadzanie zewnętrznego znacznika spinowego.

### Własności znaczników spinowych
Znaczniki spinowe mogą występować w postaci stałej lub w roztworze. Do najważniejszych własności znaczników należą:
1. gęstość spinowa – wyższa prowadzi do wyższego SNR,
2. ostrość linii – pojedyncza ostra linii poprawia SNR i skraca czas akwizycji,
3. nasycenie mocą – poszerza linię i zmniejsza SNR,
4. czułość na stężenie tlenu – wyrażana jako zmiana szerokości linii na jednostkę zmiany pO2. Wyższa czułość jest pożądana, ale może obniżyć SNR,
5. biostabilność – określa, czy próbka nie rozkłada się lub nie traci właściwości w środowisku biologicznym,
6. toksyczność chemiczna – szkodliwy wpływ na układ biologiczny,
7. dystrybucja – przestrzenny rozkład znacznika w próbce. Znaczniki rozpuszczalne rozkładają się równomiernie, zaś stałe mają tendencję do pozostawania w jednym miejscu.

### Znaczniki rozpuszczalne
Głównymi zaletami znaczników rozpuszczalnych są równomierne rozmieszczenie, dostęp do głęboko położonych narządów i automatyczne usuwanie z układu in vivo.
Pierwszymi znacznikami tego typu były nitroksydy. W porównaniu ze stałymi znacznikami, nitroksydy mają niski SNR i małą czułość na stężenie tlenu. W celu poprawy czułości możliwe jest stosowanie perdeuterowanych nitroksydów lub zamykanie ich w lipofilnych środowiskach. Można również manipulować ładunkiem nitroksydów w celu umożliwienia przejścia przez błonę komórkową.
Rodniki tritylowe (TAM), zawierające 12 atomów siarki, są analogami rodników trifenylometylu. Rodniki te posiadają pojedynczą ostrą linię EPR i poprawę SNR o jeden rząd wielkości w stosunku do innych znaczników spinowych.
Pochodnymi TAM są rodniki perchlorotriarlometylu (PTM). Rodnik triestru perchlorotriarlometylu (PTM-TE) jest stosowany do tlenometrii in vivo i obrazowania stężenia tlenu w tkankach. Do zalet tego znacznika należą: pojedyncza wąska linia EPR, duża wrażliwość szerokości linii na stężenie tlenu cząsteczkowego, dobra stabilność w tkance nowotworowej, brak poszerzenia spin-spin i brak efektów nasycenia mocą.

### Znaczniki stałe
Głównymi zaletami stałych znaczników spinowych jest wysoka gęstość spinowa, prowadząca do wyższego SNR, wyższa czułość na tlen i długotrwała stabilność in vivo. Znaczniki te doskonale nadają się do powtarzalnych i długotrwałych pomiarów w żywych zwierzętach.
Związki oparte na węglu jak fuzynit czy sadza (India Ink) są powszechnie używane w tlenometrii EPR. Badania wykorzystujące India Ink były już wykonywane na ludziach. Mimo silnego sygnału EPR i dobrej dostępności związki te posiadają kilka wad, jak szeroka linia EPR, nieliniowa zależność szerokości linii od stężenia parcjalnego tlenu, niska stabilność i obecność nieparamagnetycznych przyczynków do widma EPR.
Pierwszą syntetyczną cząsteczką używaną powszechnie do pomiarów tlenometrii EPR była ftalocyjanina litu (LiPc). Widmo EPR LiPc charakteryzuje się pojedynczą linią, posiada jednak wiele niedoskonałości (m.in. brak liniowej zależności szerokości linii od stężenia parcjalnego tlenu, brak długotrwałej stabilności in vivo). Pochodne LiPc, jak fenoksypodstawiona LiPc (LiPc-α-OPh) są przynajmniej w pewnym stopniu pozbawione tych wad.
Inne stałe znaczniki stosowane w tlenometrii EPR to naftalocyjanina litu (LiNc) i 5,9,14,18,23,27,32,36-okta-n-butoksy-2,3-naftalocyjanina litu (LiNc-BuO).

## Zastosowania tlenometrii EPR

### In vitro
Tlenometria EPR została zastosowana in vitro do pomiaru konsumpcji tlenu w zawiesinie komórek nowotworowych, zarówno w próbkach izolowanych (otoczonych błoną nieprzepuszczalną dla tlenu), jak i w próbkach, w których wymiana gazowa następuje przez przepuszczalną błonę. Wykonuje się również pomiary równocześnie wewnątrz i na zewnątrz komórki przy pomocy dwóch różnych znaczników spinowych. Tlenometrię EPR stosuje się również do badań transportu tlenu przez dwuwarstwę lipidową.

### In vivo
Pomiary tlenometryczne in vivo stosuje się do pomiarów utlenowania tkanek i narządów w warunkach patofizjologicznych.
Choroby nowotworowe

Guzy hipoksyczne są bardziej agresywne i oporne na chemo- i radioterapię, dlatego ocena utlenowania guza przez i po leczeniu może mieć duże znaczenie dla planowania efektywnej terapii. Przewagą tlenometrii EPR nad innymi metodami tlenometrycznymi jest mała inwazyjność tej metody, co pozwala na powtarzalne pomiary.
Choroby serca

Zmiany w generowaniu wolnych rodników, utlenowaniu i stężeniu tlenku azotu są ważnymi parametrami przy diagnozie chorób serca. Tlenometrię EPR stosuje się również przy badaniu skuteczności terapii.
Leczenie ran

Stężenie tlenu w skórze i otaczających tkankach jest ważne dla oceny stanu i opcji leczenia ran i oparzeń. Ponieważ do tego zastosowania niepotrzebna jest duża głębokość penetracji, tlenometria EPR wydaje się obiecującym rozwiązaniem dla modeli zwierzęcych i potencjalnych zastosowań klinicznych.